# 蓮花軟體
Lotus Software（被IBM收購前名為Lotus Development Corporation）是一家美國軟體公司，總部設置在麻薩諸塞州的劍橋。這家公司最著名的軟體是Lotus 1-2-3試算表軟體，曾是IBM PC平台上被稱為殺手級的應用軟體。1995年被IBM以35億美金併購。
在IBM的管治下，Lotus積極開發針對企業市場的群組協作軟件平台。當中以Lotus Notes為客戶端的Lotus Domino平台為眾多企業所採納，成為該公司目前的旗艦級產品。

## 历史
1982年，米奇·卡普爾和喬納森·薩奇建立了莲花公司。莲花公司最初的产品是Apple II平台演示软件Lotus Executive Briefing System。在建立公司后不久，Mitch开发了结合表计算和生成图表的程序。当时IBM和VisiCorp建立合作关系，在IBM的PC中预装VisiCalc。由于莲花公司的产品比VisiCalc要优秀，1983年，Lotus 1-2-3被发布后迅速占领市场，莲花公司也成为世界第一的ISV。之所以取名为Lotus 1-2-3，是因为该软件集成三大功能即：表计算、图表生成、数据库管理。实际上除了表计算以外其他的功能很少使用，对大多数用户来说的Lotus 1-2-3是作为强大的表计算软件而被使用。
1982年，吉姆·曼兹来到莲花公司擔任经营顾问。4个月以后他成为了莲花公司的员工。1984年10月，吉姆·曼兹成为了莲花公司的经理。1986年4月，吉姆·曼兹成为了莲花公司的CEO。前CEO 米奇·卡普爾停止在莲花公司内活动。同年7月，曼兹成为公司總裁。直到90年代末，曼兹仍都在经营莲花公司。
随着个人电脑的流行，莲花公司快速支配了办公软件套件市场。莲花公司推出了Symphony（1984年）和苹果电脑平台的Lotus Jazz（1985年），一共2款办公软件。Lotus Jazz没有被市场接受。为了强化产品莲花公司收购了一系列的软件公司从而推出了Freelance Graphics、Ami Pro、Approach、Organize等产品。1980年代末集合文件管理和实用索引的Lotus Magellan被开发完成。于此同时，文字处理软件Manuscript，个人情报管理软件Agenda和面向NeXT的革新性软件Improv都被发布了。
莲花公司的经营多样化进程始于1984年，在雷·奧茲的率领下对Iris Associates进行战略投资开始的。雷·奧茲是Lotus Notes的开发之一。相对了初期的投机行为，莲花公司在互联网普及化前积累了比其他公司要多的网络通信经验。1989年Lotus Notes被发布，1991年凭借cc:Mail功能巩固市场地位。1994年，Iris Associates被莲花公司收购。步入1990年代，数个产品（Lotus 1-2-3、Freelance、Ami Pro、Approach、Organizer）被同捆为SmartOffice来贩卖。在当时SmartOffice要比Microsoft Office流行。为了挑战莲花公司的群组软体在市场上称垄断地位，微软推出了Microsoft Exchange。
1995年春，IBM以32亿美元收购了莲花公司。直到这时，莲花公司都是企业市场的领头羊。但是，随着莲花公司的产品无法及时移植到Microsoft Windows 95，莲花公司渐渐失去了市场份额。至今SmartOffice还在销售，但是市场份额在不断失去。2000年，SmartOffice的开发工作被冻结，维护工作也被转移到海外。

## 產品
- Lotus Connections（英语：IBM Lotus Connections）
- Lotus Domino
- Lotus Domino Web Access（英语：IBM Lotus Domino Web Access）
- Lotus Expeditor（英语：IBM Lotus Expeditor）
- Lotus Forms（英语：IBM Lotus Forms）
- Lotus Magellan（英语：Lotus Magellan）
- Lotus Notes
- Lotus Notes Traveler（英语：IBM Lotus Notes Traveler）
- Lotus Quickr（英语：IBM Lotus Quickr）
- Lotus Sametime
- Lotus Symphony
- Lotus Foundations（英语：Lotus Foundations）
- IBM Lotus Web Content Management（英语：IBM Lotus Web Content Management）